# Reakciono inženjerstvo
Reakciono inženjerstvo ili inženjerstvo hemijskih reakcija je skoro isključivo oblast interesovanja hemijskih inženjera. Ova oblast nauke koristi eksperimentalna saznanja o kinetici hemijskih reakcija da bi predvidela brzinu reakcije i reakcionu ravnotežu na različitim uslovima, a u cilju da se projektuje povoljan hemijski reaktor za željenu hemijsku reakciju. Osnovne oblasti istraživanja reakcionog inženjerstva su sledeće :
- Hemijska kinetika
- Mehanizmi hemijskih reakcija
- Idealni hemijski reaktori (šaržni, sa idealnim mešanjem, sa idealnim potiskivanjem)
- Projektovanje idealnih hemijskih reaktora za proste i složene homogene reakcije
- Uticaj temperature i pritiska na brzinu reakcije
- Uticaj mešanja i načina proticanja na brzinu reakcije i projektovanje reaktora sa neidealnim tokom
- Projektovanje reaktora za heterogene reakcije fluid-čvrsto i fluid-fluid
- Reakcije katalizovane čvrstim česticama i projektovanje katalitičkih reaktora

## Spoljašnje veze
- ISCRE web site